# Вімберлі (Техас)
Вімберлі (англ. Wimberley) — місто (англ. city) в США, в окрузі Гейс штату Техас. Населення — 2839 осіб (2020).

## Географія
Вімберлі розташоване за координатами 29°59′5″ пн. ш. 98°5′26″ зх. д. / 29.98472° пн. ш. 98.09056° зх. д. (29.984804, -98.090553).  За даними Бюро перепису населення США в 2010 році місто мало площу 23,19 км², уся площа — суходіл.

## Демографія
Згідно з переписом 2010 року, у місті мешкало 2626 осіб у 1145 домогосподарствах у складі 726 родин. Густота населення становила 113 осіб/км².  Було 1482 помешкання (64/км²).
Расовий склад населення:
| - 93,5 % — білих - 1,5 % — корінних американців - 0,5 % — чорних або афроамериканців - 0,3 % — азіатів - 2,8 % — осіб інших рас |

До двох чи більше рас належало 1,5 %. Частка іспаномовних становила 11,2 % від усіх жителів.
За віковим діапазоном населення розподілялося таким чином: 16,8 % — особи молодші 18 років, 56,3 % — особи у віці 18—64 років, 26,9 % — особи у віці 65 років та старші. Медіана віку мешканця становила 52,7 року. На 100 осіб жіночої статі у місті припадало 90,8 чоловіків;  на 100 жінок у віці від 18 років та старших — 88,4 чоловіків також старших 18 років.
Середній дохід на одне домашнє господарство  становив 72 139 доларів США (медіана — 59 167), а середній дохід на одну сім'ю — 79 791 долар (медіана — 73 611). За межею бідності перебувало 19,8 % осіб, у тому числі 46,4 % дітей у віці до 18 років та 5,4 % осіб у віці 65 років та старших.
Цивільне працевлаштоване населення становило 1196 осіб. Основні галузі зайнятості: освіта, охорона здоров'я та соціальна допомога — 24,1 %, будівництво — 22,7 %, мистецтво, розваги та відпочинок — 8,9 %, науковці, спеціалісти, менеджери — 8,0 %.